# Liang Xinping
Det här är en artikel om en person med kinesiskt personnamn; Liang är familjenamnet.
Liang Xinping (kinesiska: 梁馨枰), född 31 juli 1994 i Huaian, är en kinesisk konstsimmare.

## Karriär
Liang tog OS-silver i lagtävlingen i samband med de olympiska tävlingarna i konstsim 2016 i Rio de Janeiro. I augusti 2021 var hon en del av Kinas lag som tog silver i lagtävlingen vid OS i Tokyo.